# Sufflamen fraenatum
Sufflamen fraenatum — вид спинорогових риб, який зазвичай мешкає в прибережних рифах або в лагунах. Діапазон глибин, де можуть жити ці риби, варіюється від 8 до 186 м.
Вони зустрічаються вздовж узбережжя Африки в Індійському океані та на більшій частині Індо-Тихоокеанської області від Індонезії до Гавайських островів.